# Habitation Saint-Régis
L'habitation Saint-Régis, aussi appelée habitation des Deux-Caps, est une ancienne plantation coloniale située à Roura, dans le département de la Guyane, en France. Fondée par les Jésuites sur un affluent du fleuve Comté le 11 juillet 1688, elle fait partie d'un véritable complexe agricole et devient l'une des plus importantes sucreries de Guyane à la fin du XVIIIe siècle. Cette habitation esclavagiste, visitée par le scientifique Fusée-Aublet, fut rachetée par le marquis de Lafayette en décembre 1785, avec pour projet d'y mener une expérience d'émancipation des esclaves, avant même la première abolition de 1794. Elle a joué un rôle majeur dans le développement colonial de la Guyane.

## Histoire

### Les Jésuites en Guyane
La Compagnie de Jésus, fondée par Saint Ignace de Loyola en 1540, est désignée pour partir dans les colonies françaises d'Amérique pour y évangéliser les peuples autochtones et les esclaves. À l'automne 1665, les directeurs de la Compagnie des Indes Occidentales autorisent l'établissement des pères jésuites dans l'île de Cayenne. Les Pères Brion et Grillet s'y installent l'année suivante, ce dernier étant à l'origine de la fondation de l'habitation Loyola à Rémire-Montjoly. C'est en novembre 1668 que la première concession située en dehors de l'île de Cayenne, dans la paroisse de Roura, est accordée aux Jésuites. Installée sur une colline surplombant l'Oyak, l'habitation du Maripa est la première d'un complexe agricole auquel s'ajouteront l'habitation Saint-Régis en 1688 et l'habitation Saint-Lazare, achetée dix ans plus tard. Toutes ces concessions constituent alors à l'époque un véritable empire foncier, surtout si l'on considère les possessions jésuites dans l'Île de Cayenne ou à Kourou.
Les frères jésuites choisissent donc le modèle de l'habitation que l'on connaît sous le terme de réductions au Paraguay, et d'aldeias au Brésil. Vouée à la production de matière première comme le sucre ou le roucou, l'habitation permet aux Jésuites d'implanter leur présence à l'intérieur des terres, d'y évangéliser amérindiens et esclaves plus facilement, mais aussi et surtout de s'assurer des revenus car ils ne bénéficient d'aucune aide. Pourtant, leurs habitations seront les plus prospères de Guyane. C'est d'ailleurs pour cela qu'ils seront expulsés de Guyane en 1764, car leur pouvoir politique et économique, devenu trop important, constituait une menace pour les élites locales. En témoigne le Couvent des Jésuites, un des monuments les plus anciens de la ville de Cayenne, qui après leur expulsion a été réquisitionné par le gouverneur pour s'y est installé. Il abrite aujourd'hui les bureaux du préfet de la Guyane.

### L'habitation Saint-Régis
La plantation coloniale est implantée par les Jésuites sur une concession obtenue le 11 novembre 1688 au lieu dit Capbombe près de la rivière Comté. D'abord connue sous le nom des Deux-Caps, et reliée à l'habitation voisine du Maripa, elle est peu prospère jusqu'au milieu du XVIIIe siècle. Mais, en 1762, la sucrerie de Saint-Régis devient l'établissement jésuite le plus important de Guyane.
Après la dissolution de la Compagnie de Jésus, elle est rattachée au domaine royal, vendue aux Prépaud en 1766, et tombe rapidement en ruine.

### Expérimentation d'affranchissement graduel des esclaves par La Fayette
Le 25 décembre 1785, l'habitation Saint-Régis est rachetée par La Fayette, en même temps que Maripa, afin d'y expérimenter son projet d'affranchissement progressif des esclaves.

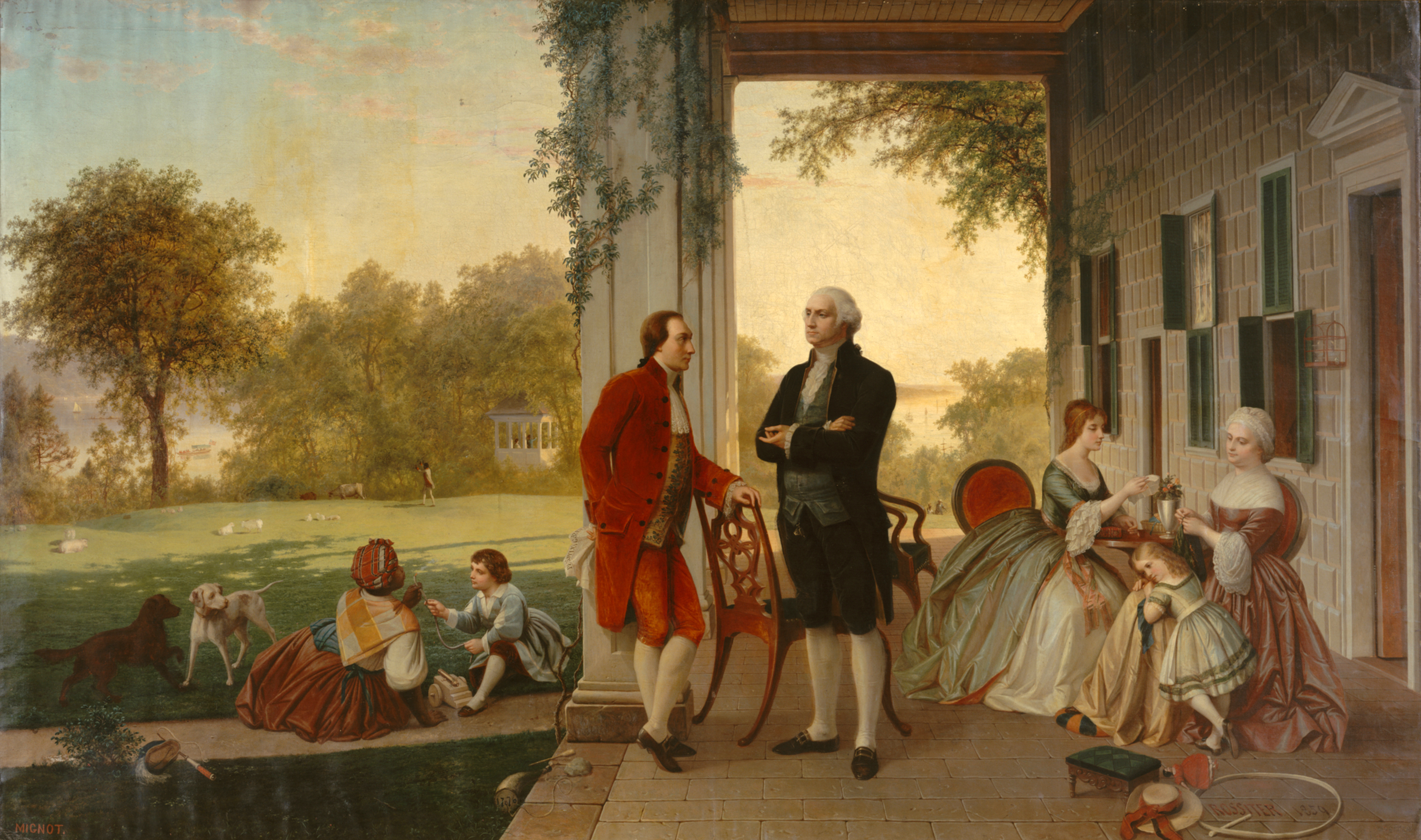
Rencontre entre Lafayette et Washington sur sa plantation de Mount Vernon en 1784.

Abolitionniste convaincu, La Fayette avait médité ce projet pendant ses séjours en Virginie. Il espère prouver que si les Noirs sont payés pour leur labeur, scolarisés, et punis avec la même rigueur que les employés blancs, l'exploitation peut donner de meilleurs résultats en termes de productivité et de natalité que l'esclavage traditionnel,. Après avoir vainement tenté de convaincre George Washington, général américain et planteur esclavagiste, d'appliquer son projet aux États-Unis, La Fayette cherche en France des soutiens à son projet. Grâce au duc de Castries, il obtient que son projet soit soumis à Louis XVI. Ce dernier l'approuve et en autorise l'essai dans la colonie de la Guyane, allant même jusqu'à permettre qu'une expérience parallèle soit réalisée sur une propriété de la Couronne. Afin de contourner le puissant lobby des planteurs antillais favorable au maintien de l'esclavage, il est décidé de garder l'entreprise secrète.
En 1785, son compagnon de la guerre d'Amérique, Daniel Lescallier, est envoyé en Guyane en qualité d'Ordonnateur. Celui-ci avait en effet acquis une certaine expérience en administrant la Guyane hollandaise pendant l'occupation française, où il avait mené à bien quelques essais encourageants de travail libre. Sur place, il achète au nom de La Fayette plusieurs habitations agricoles (La Belle Gabrielle, Maripa et Saint-Régis), sur lesquelles travaillent environ 70 esclaves noirs africains âgés de un à cinquante-neuf ans. En février 1786, dans un courrier à George Washington, La Fayette s'enthousiasme pour l'expérience : « j'ai acheté dans la colonie de Cayenne une plantation de cent vingt-cinq mille livres, et que je vais travailler à affranchir mes nègres, expérience qui est, vous le savez, mon rêve favori (hobby horse) ».
La direction du projet est confiée à l'ingénieur géographe Henri de Richeprey, dont le champ d'expérience comprend donc trois parties : des terres en culture à la Gabrielle, une propriété d'élevage à la Maripa et une exploitation forestière à Saint-Régis. Dès le mois de septembre 1786, et conformément aux instructions de La Fayette, Richeprey considère tous les esclaves du domaine comme affranchis. Tandis que sa femme s'occupe des malades et des enfants, lui-même instruit les Noirs, expérimente des procédés de travail moins pénibles, préconise de nouvelles cultures et améliore la nourriture. En janvier 1787, dans un courrier à Lescallier, il se satisfait des premiers résultats encourageants : « Ils me surprennent souvent pas les preuves qu'ils me donnent de leur reconnaissance et par le zèle et l'intelligence avec laquelle ils travaillent ». Malheureusement, Richeprey meurt de la fièvre jaune un mois plus tard. Et comme il l'avait redouté, personne sur place ne poursuit l'expérience. Alors que La Rochefoucauld et Malesherbes souhaitaient suivre l'exemple de La Fayette en achetant eux aussi des plantations pour y affranchir les esclaves, des changements au ministère entrainent l'abandon de tous ces projets.
En 1793, La Fayette étant considéré comme émigré, tous ses biens sont confisqués, et ses Noirs qu'il possède en Guyane vendus. De Chavaniac, où elle réside alors, sa femme Adrienne déplore cette vente, faisant remarquer que ceux-ci n'avaient été achetés que pour être rendus à la liberté après avoir été instruits, et non pour être revendus aux enchères, comme objets de commerce et de spéculation. Quant à La Fayette, même enfermé dans la prison à Magdebourg, il continue à se soucier du sort de ses Noirs : « Je ne sais ce qu'on aura fait de mon habitation à Cayenne ; mais j'espère que ma femme se sera arrangée pour que les noirs qui la cultivent conservent leur liberté ».

### Suite et abandon
L'habitation est achetée par André Marie Lanne, le 11 avril 1794, et consacrée à l'exploitation du bois. Le projet d'y implanter la léproserie de la Montagne d'Argent est dressé en 1867, mais abandonné l'année suivante.